# Polyhydramnion
Polyhydramnion (poly: veel; hydramnion: vruchtwater) is een term binnen de gynaecologie die zoveel betekent als een teveel aan vruchtwater tijdens de zwangerschap. Vruchtwater neemt toe wanneer de aanmaak of toevoer van vocht ruimer is dan de afname. De oorzaken hiervan zijn:
- Maternaal (moeder): zwangerschapsdiabetes. Dit wordt gekenmerkt door hoge glucosespiegels in het maternale en derhalve ook het foetale bloed. Door de hoge osmotische waarde van het foetale bloed zal de foetus zeer veel gaan plassen (osmotische diurese). Een kenmerk van zwangerschapsdiabetes is dan ook een polyhydramnion
- Foetaal (kind):
  - De foetus moet in staat zijn te slikken wat niet kan zonder ‘slikcentrum’. Dit is bijvoorbeeld het geval bij een anencefalie.
  - De zenuwen met betrekking tot het slikken kunnen aangedaan zijn. Een foetus met het syndroom van Down is algeheel wat slap en slikt daardoor moeilijker.
  - Het vruchtwater (amnionvocht) moet ook opgenomen kunnen worden. In het geval van een darm-of slokdarmatresie kan dus geen vruchtwater worden opgenomen omdat het maag-darmkanaal blind eindigt.
  - Hydrops foetalis (zoals bij congenitale hartafwijkingen, bloedgroepimmunisatie, anemie zoals bij parvovirusinfectie)
  - Tweelingtransfusiesyndroom

Het komt voor bij ongeveer 1% van alle zwangerschappen en geldt als aanwijzing voor een verhoogde kans op verschillende aangeboren afwijkingen.

## Diagnostiek
Polyhydramnion is middels echografie vast te stellen door het volume te meten van het vruchtwatercompartiment. Het volume van dit compartiment heeft namelijk door de zwangerschap heen percentiellijnen waarbij er sprake van een polyhydramnion is wanneer er zich meer dan 2 L vruchtwater in het vruchtwatercompartiment bevindt.
Klinisch is polyhydramnion vast te stellen doordat de foetus niet door de buikwand heen te voelen blijkt en de buik buitengewone proporties aanneemt, wat ernstige gevolgen kan hebben voor de foetus (intra-uteriene groeistoornissen) én de moeder.

## Behandeling
Loopt de hoeveelheid vruchtwater niet vanzelf terug, dan kan het nodig zijn een vruchtwaterpunctie uit te voeren om vocht af te voeren.